# گائتانو تاکنی
گائتانو تاکنی (به [Gaetano Tacconi] Error: {{Lang-xx}}: متن دارای نشانه‌گذاری ایتالیک است (راهنما)) سیاستمدار و پزشک ایتالیایی (۴ دسامبر ۱۸۲۹، بولونیا - ۵ سپتامبر ۱۹۱۶، بولونیا).

## زندگی‌نامه
تاککنی، پزشک و سیاستمدار ایتالیایی بود که در ۱۸۵۹ در دولت فارینی عضویت داشت.